# Самбор II
Самбор II (*Sambor II Tczewski, бл. 1211/1212 —бл. 1277/1278) — князь Померано-Тчевський у 1220—1270 роках.

## Життєпис
Походив з династії Собіславичів. Син Мстівоя I, князя Східної Померанії, та Свініслави П'яст. Був дитиною, коли помер його батько — у 1219 або 1220 році. За заповітом останнього став князем Тчевським. Втім з огляду на малий вік опинився під опікою старшого брата Святополка II Гданського. Лише близько 1232 або 1233 року вступив у фактичне володіння своєю спадщиною. В цей час оженився на представниці роду Мекленбургів. Тоді ж помирає інший брат Вартіслав, володіння якого Самбор II поділив разом з іншими братами, отримавши Любашів, Берет, Картас, Старгард.
У 1233—1234 роках брав участь у хрестовому поході проти балтського племені пруссів. У 1236 році вступив в союзим з герцогством Мекленбург, князівством Куявією та Тевтонським орденом проти свого брата Святополка II. У 1236 році атакував місто Слупськ, проте невдало. У 1242 році бра участь у новій військовій кампанії проти брата. У 1243 році зазнав поразки від Святополка II, в результаті чого Самбор II вимушений був тікати до володінь Тевтонського ордену. Повернувся у 1249 році після укладання мирної угоди між Святополком II та Тевтонським орденом. Втім вже у 1252 році знову вимушений був рятуватися до замку ордену. Лише після укладання нового миру у 1253 році між Святополком II та лицарями-тевтонцями, Самбор II замирився з братом й остаточно повернув свої володіння.
У 1254 році втратив єдиного сина Собіслава. У 1258 році передав у власність мекленбурзькому монастирю Доберан село Погодки. У 1260 році було надано місто Тчеву любекське право (можливість карбувати монету, вести торгівлю, зводити фортечні стіни, молоти зерно, ловити рибу, влаштовувати ярмарки). Самбор II став залучати до своїх міст купців з Любеку, Гамбургу, Брауншвейгу, німецьких колоністів, чим сприяв поліпшеню економічного становища князівства та водночас онімечення.
У 1262 році втрутився у справи монастиря у м. Оліве, що викликало невдоволення католицької церкви. У 1266 році Самбора II було відлучено папським легатом в Померанії. у 1270 році проти нього виступив Мстівой II Гданський, змусивши Самбора II з родиною тікати до Куявії.
Помер 1277 або 1278 року. За заповітом залишив свої землі донькам та Тевтонському ордену, проте цей заповіт було оскаржено небожем Мстівоєм II.

## Родина
Дружина — Матільда, донька Генріха Борвіна II, герцога Мекленбургу
Діти:
- Маргарет (1230/1234–1282), дружина Хрістофера I Естрідсена, короля Данії
- Собіслав (1235—1254)
- Звеніслава (1240—1280), дружина Добеслава Одровача
- Соломія (1254/1257–1312/1314), дружина Земомисла, князя Куявсько-Іноврацлавського
- Гертруда (1250—1314)
- Євфимія, (1254—1296/1309), дружина Болеслава II, князя Сілезії